# The Nice
The Nice var en britisk progressiv rock-gruppe, dannet i august 1967 af musikere omkring sangerinden P. P. Arnold. Bandet, der bestod af Keith Emerson (keyboards, orgel), og Lee Jackson (bas, vokal), David O'List (guitar, vokal) og Brian Davison (trommer) kombinerede jazz og rock med klassisk musik og fortolkede bl.a. værker af Leonard Bernstein ("America" fra West Side Story), Johann Sebastian Bach (Brandenburgkoncerterne) og Jean Sibelius ("Intermezzo" fra Karelia Suite).

## Bandets historie
Efter en optræden på Windsor Blues Festival fik gruppen snart en pladekontrakt med Immediate Records. I efteråret 1967 blev deres debutalbum The Thoughts of Emerlist Davjack indspillet og udgivet i begyndelsen af 1968. Albummet var i høj grad baseret på Johann Sebastian Bachs orgelmusik. Efterfølgende opstod der interne uenigheder i The Nice, og O'List forlod derfor bandet i utilfredshed senere samme år.
I juli 1968 ramte coverversionen af Bernsteins "America" hitlisterne. Singlen tiltrak sig en masse opmærksomhed på flere måder. Omslaget bestod af en forskellig samling billeder indeholdende hovederne af Robert F. Kennedy og Martin Luther King. Ved en koncert i Royal Albert Hall i London gik et amerikansk flag op i flammer under "America", hvilket førte til et livslangt forbud mod at optræde i Royal Albert Hall.
På Ars Longa Vita Brevis, som blev udgivet i slutningen af 1968, havde bandet lavet forskellige omarbejdninger af klassiske stykker bl.a. af Bach, Sibelius og Tjajkovskij. Stilmæssigt kombinerede The Nice påvirkninger fra rock, blues og jazz på albummet. Suiten, der gav albummet sit navn, fyldte side 2 på pladen og blev akkompagneret af et orkester.
I 1969 udkom det selvbetitlede album Nice, som kom ind på de britiske hitlisters top 5 . Den indeholdt en meget omfangsrig symfonisk instrumentering og blev derfor rost af mange kritikere. I oktober samme år blev Emersons Five Bridges Suite, som London Symphony Orchestra havde medvirket i, opført.
Det følgende år turnerede The Nice i Europa og spillede på Prags Beat Festival. Kort før en planlagt USA-turné annoncerede Emerson dog overraskende sin afsked fra The Nice. På den tre dage lange Pop & Blues Festival i påskeweekenden den 28.-29. marts 1970 spillede bandet i Hamborgs Ernst-Merck-Halle, og 30. marts 1970 gav The Nice deres afskedskoncert på Berliner Sportpalast. Efter det oprindelige bands opløsning blev LP'en Elegy og opsamlingsalbummet Autumn '67 – Spring '68 udgivet i 1971.
Keith Emerson grundlagde herefter gruppen Emerson, Lake & Palmer (ELP) med Greg Lake fra King Crimson og Carl Palmer fra Atomic Rooster, mens Lee Jackson dannede Jackson Heights og Brian Davison gruppen Brian Davisons Every Which Way.
Brian Davison og Lee Jackson gik senere sammen med keyboardspilleren Patrick Moraz og grundlagde gruppen Refugee, dog kun for en enkelt LP, da Moraz efterfølgende blev en del af Yes. I marts 2007 udgav det engelske pladeselskab Voiceprint en koncertoptagelse fra Newcastles City Hall (1974), der indeholdt to stærkt omkomponerede The Nice-covers, ("The Diamond Hard Blue Apples of the Moon" og "She Belongs to Me").

## Bandet efter år 2000
Jackson og Davison afsluttede deres musikalske karrierer efter opløsningen af Refugee, indtil Keith Emerson en del år senere genoplivede The Nice i 2002 for at spille en række livekoncerter. Én af dem blev udgivet i 2003 under titlen Vivacitas – Live at Glasgow 2002.
Brian Davison døde af en hjernetumor den 15. april 2008 i en alder af 65 år, mens Keith Emerson gik bort den 10. marts 2016 i en alder af 71 år.

## Medlemmer
- Lee Jackson – bass, vokal (1967–1970, 2002)[11]
- David O'List – guitar, vokal (1967–1968)[11]
- Keith Emerson – orgel, klaver, keyboard (1967–1970, 2002)[11]
- Ian Hague – trommer, percussion (1967)[12]
- Brian Davison – trommer, percussion (1967–1970, 2002)[11]

### Tourmedlem
- Phil Hilborne – guitar, vokal (2002)[13]

## Diskografi

### Studiealbum
- The Thoughts of Emerlist Davjack (Immediate, 1968)[14][15]
- Ars Longa Vita Brevis (Immediate, 1968)
- Nice (aka Everything As Nice As Mother Makes It) (Immediate, 1969)

### Livealbum
- Five Bridges (Charisma, 1970)
- Elegy (Charisma, 1971)
- America – The BBC Sessions (Receiver, 1996)
- The Swedish Radio Sessions (slutningen af 1967) (Sanctuary, 2001)
- BBC Sessions (Sanctuary, 2002)
- Vivacitas – Live at Glasgow 2002 (Sanctuary, 2003)
- Live at the Fillmore East December 1969 (Virgin, 2009)[16]

### Opsamlingsalbum
- Autumn '67 – Spring '68 (Charisma, 1972, UK), udgivet som Autumn to Spring (Charisma, 1973, USA)
- The Best of The Nice – Remastered (Castle Communications) 1998, UK

### Singles
- "The Thoughts of Emerlist Davjack" / "Azrial (Angel of Death)" (Immediate IM 059, november 1967)
- "America" / "The Diamond Hard Blue Apples of the Moon" (Immediate IM 068, 21. juni 1968)
- "Brandenburger" / "Happy Freuds" (Immediate IM 072, 8. november 1968)
- "Hang on to a Dream" / "Diary of an Empty Day" (Immediate, 1969)
- "Country Pie" / "One of Those People" (Charisma, 1969)[16]